# Peerless (autoblindo)
La Peerless armoured car è stata un'autoblindo britannica utilizzata dal British Army e dall'esercito irlandese durante la prima guerra mondiale, la guerra civile irlandese e la seconda guerra mondiale. Era basata sul telaio dell'autocarro statunitense Peerless 3 t.

## Storia
Nel corso della prima guerra mondiale, su richiesta di Winston Churchill motivata da requisiti di sicurezza interna, sedici camion statunitensi Peerless TC4, non consegnati all'Impero russo dopo lo scoppio della rivoluzione d'ottobre, furono modificati dagli inglesi per operare come autoblindo. Si trattava di modelli relativamente primitivi con la parte posteriore aperta, armati con un cannone Pom-pom da 40 mm e una mitragliatrice, e furono consegnati all'esercito britannico nel 1915. Furono utilizzati anche dall'esercito imperiale russo come cannoni antiaerei semoventi.
Dopo la guerra, fu necessario un nuovo design per sostituire le auto blindate che erano  usurate. Di conseguenza, nel 1919 fu sviluppato il design della Peerless Armoured Car, basato sul telaio del camion Peerless da tre tonnellate, con una carrozzeria blindata costruita dalla Austin Motor Company.
Il camion Peerless era un veicolo relativamente lento e pesante, ma era ritenuto resistente, con pneumatici in gomma piena e trasmissione a catena sulla ruota posteriore. La corazzatura per il veicolo prodotto dalla società Austin si basava su un precedente progetto creato per l'esercito russo, e che alla fine della Grande Guerra era stato utilizzato in numero molto limitato in Francia. Il progetto originale Austin, tuttavia, era più corta del Peerless e la risultante combinazione era scomoda e difficile da guidare in spazi ristretti. Per ridurre il problema, i comandi di guida furono duplicati venendo installati anche nella parte posteriore del veicolo.
Il mezzo disponeva di doppia torretta, ognuna dotata di una mitragliatrice mitragliatrici Hotchkiss da 7,7 mm. L'equipaggio era composto da 4 persone.
Le scarse prestazioni fuoristrada ostacolarono il veicolo, ma fu comunque impiegato in modo considerevole negli anni 1920, in particolare in Irlanda e durante lo sciopero generale del 1926. Alcuni erano ancora in servizio con le forze armate britanniche all'inizio della seconda guerra mondiale.

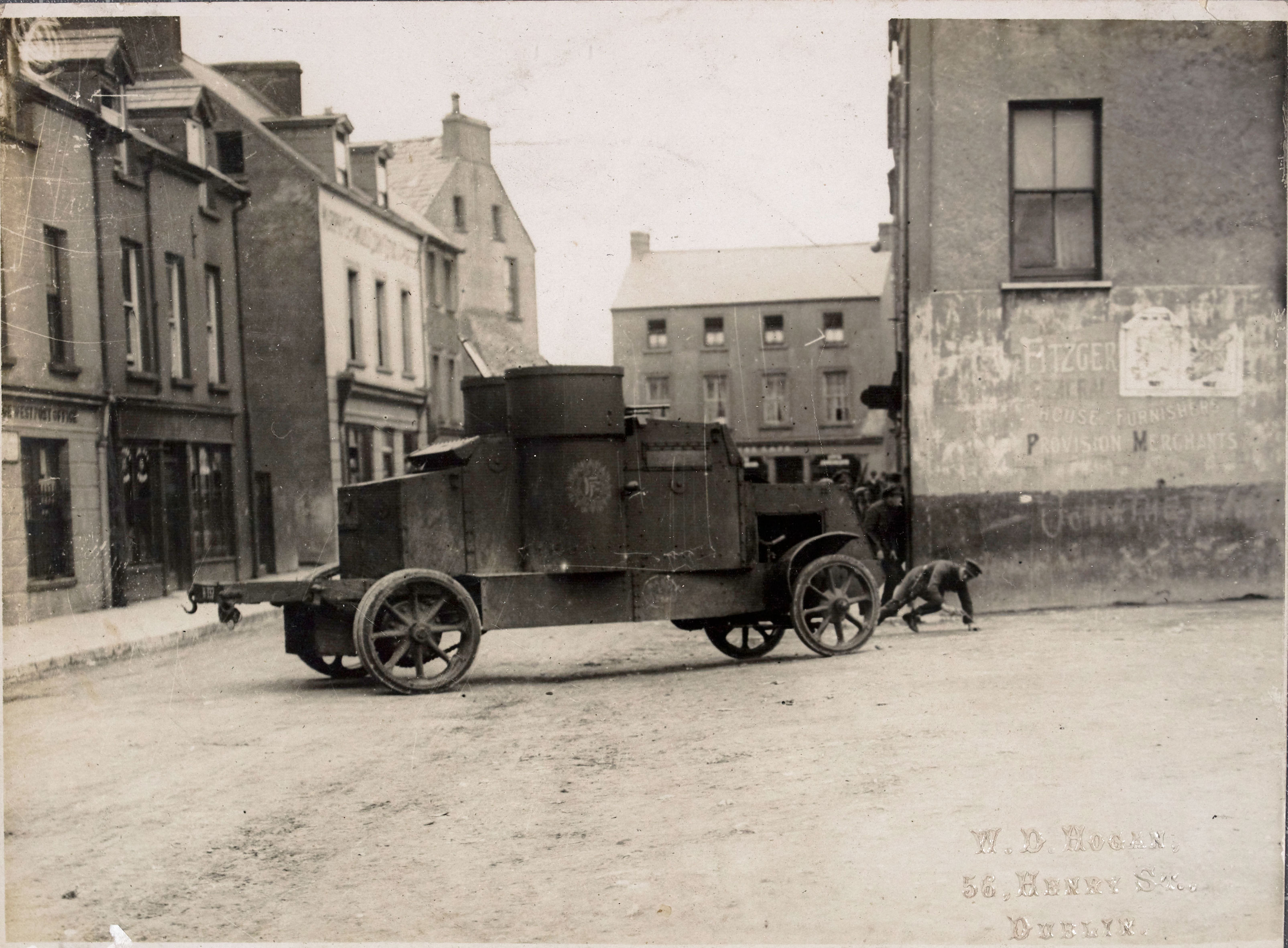
Una autoblindo Peerless in azione in ambito urbano a County Cork durante la guerra civile irlandese, 1922.

Quando fu proclamata l'indipendenza dell'Irlanda sette autoblindo Peerless entrarono in servizio con l'Esercito Nazionale Irlandese e furono utilizzate contro l'IRA durante la guerra civile irlandese. Al termine della guerra furono poi utilizzate dalle Irish Defence Forces fino al 1932. Un esemplare fu portato a Cork a bordo della SS Arvonian come parte della forza di sbarco via mare, ma occorse molto tempo per scaricarla. L'autoblindo era affidabile, ma lenta, pesante, instabile e inadatta alle strade dissestate, il che significava di fatto che il suo impiego da parte dell'esercito irlandese era quasi esclusivamente limitato alle aree urbane. Nel 1935, quattro degli scafi corazzati Peerless irlandesi furono montati su telai Leyland Terrier 6x4 modificati. Un anno dopo le loro torrette gemelle furono sostituite da una singola torretta per carri armati Landsverk L60 . Questo nuovo veicolo era noto come Leyland Armoured Car e rimase in servizio in Irlanda fino all'inizio degli anno Ottanta del XX secolo. Le 14 vecchie torrette irlandesi Peerless con le loro mitragliatrici Hotchkiss furono montate nel 1940 su 14 veicoli costruiti in Irlanda e designati Ford Mk V Armoured Car. Un esemplare è esposto al The Tank Museum di Bovington e uno all'Irish Defences Forces Training Centre, Curragh Camp, The Curragh (Irlanda).